# Viktor Vetturelli
Viktor Vetturelli (* 18. September 1969) ist ein deutscher Tischtennis-Bundesligaspieler. Bei Deutschen Einzelmeisterschaften der Erwachsenen gewann er eine Bronzemedaille. 

## Werdegang
Viktor Vetturelli begann mit dem Tischtennissport beim TSV Schwieberdingen. Regelmäßig trat er mit Peter Auwärter im Doppel an. Mit ihm stand er bei Deutschen Meisterschaften der Jugend und Junioren mehrmals im Endspiel. 1984 wurde er für die Jugend-Europameisterschaft in Linz nominiert. Hier kam er im Einzel bis ins Halbfinale. Mit der deutschen Mannschaft wurde er bei der Jugend-EM 1987 Zweiter. Als 1995 das Tischtennis-Zentrum in Duisburg eröffnet wurde, übersiedelte der dorthin um sich weiterzuentwickeln.
1986 wechselte er zum Verein TSV Heilbronn-Sontheim. Mit dessen Herrenmannschaft wurde er 1988 Meister 2. Bundesliga Süd. Unmittelbar danach wurde er vom SSV Reutlingen verpflichtet und trat in der 1. Bundesliga an. Hier musste das Team 1991 absteigen, schaffte aber den sofortigen Wiederaufstieg. Bei der Deutschen Meisterschaft im März 1996 holte er zusammen mit Kinga Lohr Bronze im Mixed.
Im darauffolgenden Juni heiratete er die kroatische Nationalspielerin Sandra Susilo und übersiedelte für einige Jahre nach Kroatien. Mit ihr hat er einen Sohn. Im Jahr 2000 kehrte er nach Deutschland zurück.

## Turnierergebnisse
| Verband | Veranstaltung                    | Jahr | Ort                       | Land | Einzel | Doppel | Mixed | Team |        |
| ------- | -------------------------------- | ---- | ------------------------- | ---- | ------ | ------ | ----- | ---- | ------ |
| GER     | Deutsche Meisterschaft Jungen    | 1986 | Viernheim                 | GER  |        | Silber |       |      | [ 15 ] |
| GER     | Deutsche Meisterschaft Jungen    | 1987 | Erding                    | GER  |        | Bronze |       |      | [ 16 ] |
| GER     | Bundesranglistenturnier Junioren | 1987 | Ratzeburg                 | GER  |        | Bronze |       |      | [ 17 ] |
| GER     | Bundesranglistenturnier Junioren | 1988 | Obernau                   | GER  |        | Bronze |       |      | [ 18 ] |
| GER     | Deutsche Meisterschaft Junioren  | 1989 | Hagen am Teutoburger Wald | GER  |        | Silber |       |      | [ 19 ] |
| GER     | Deutsche Meisterschaft Junioren  | 1990 | Köln-Porz                 | GER  |        | Silber |       |      | [ 20 ] |
| GER     | Norddeutsche Meisterschaften     | 1996 | Uetersen                  | GER  | Silber | Silber | Gold  |      | [ 21 ] |